# Twillbäke
Die Twillbäke ist ein rund 14 Kilometer langer löss-lehmgeprägter Tieflandbach in der niedersächsischen Gemeinde Visbek im Oldenburger Münsterland.

## Name
Der Bach wurde 1523 („to der twilleden beke“) erstmals schriftlich erwähnt. Das Bestimmungswort geht vermutlich auf das altsächsische Wort twili „zweifach“ zurück und nahm wohl Bezug auf eine Bachteilung.

## Geografie und Erscheinungsbild
Die Twillbäke entspringt einem Entwässerungsgraben am östlichen Ortsrand der Visbeker Bauerschaft Bonrechtern. Dieser Wasserlauf wird Säckriede oder auch Sackriede genannt. Die Säckriede fließt zunächst in südsüdwestlicher Richtung, durchquert das westlich des Schlatts Tevenpott gelegene Überschwemmungsgebiet, und strömt weiter entlang dem nordwestlichen Rand des Waldgebietes Herrenholz. In diesem Bereich fließt die Säckriede parallel zur südöstlich durch das Herrenholz verlaufenden Weser-Ems-Wasserscheide. Auf Höhe der Flur Großes Kehnmoor wendet sich der ab dort Sillenbäke genannte Bach scharf nach nordnordwest auf die Bauerschaft Wöstendöllen zu. Von Wöstendöllen bis zur Mündung heißt das Gewässer dann Twillbäke. Nördlich von Wöstendöllen nimmt die Twillbäke von rechts zunächst den Diekkamp Wasserzug auf und danach den Hogenbögener Wasserzug. Die Twillbäke setzt ihren Weg in nördlicher Richtung durch das Naturschutzgebiet Bäken der Endeler und Holzhauser Heide fort. Ein Teilabschnitt des Mittellaufs, von Wöstendöllen über die Weiler Varnhusen und Siedenbögen bis zur Einmündung des Visbeker Bruchbachs, wird auch Scharenbäke (oder Schaarenbäke) genannt. Über den Teich der Wassermühle Hubertusmühle in Siedenbögen fließt der Twillbäke der von Osten aus der Hohenbögener Flur Lange Heide kommende Wasserlauf Langenesch (Lienebäke) zu. Zwischen der Hubertusmühle und der (ehemaligen Wassermühle) Bullmühle in Varnhorn nimmt die Twillbäke im Bereich Schillmühle den ihr aus dem Ort Visbek von Südwesten her zuströmenden Visbeker Bruchbach auf, der auch als Visbeker Bäke bekannt ist. Die Twillbäke mündet in der Peripherie der Endeler Heide, unmittelbar südwestlich der dortigen Furt, auf einer Höhe von 28 m über Normalhöhennull in die Aue. Die Aue selber, die hier die nördliche Grenze der Gemeinde Visbek und des Landkreises Vechta zur Gemeinde Großenkneten und zum Landkreis Oldenburg bildet, mündet südlich von Dötlingen in die Hunte.
An der Twillbäke sind zwei Fischzuchtbetriebe angesiedelt, in Siedenbögen eine Fischzucht mit Restaurant, und in Endel eine Forellenfarm mit Räucherei.
Von Wöstendöllen bis zur Mündung gehört die Twillbäke zum Naturschutzgebiet Bäken der Endeler und Holzhauser Heide. Ab Varnhusen fließt der Bach durch naturnahe Laub- und Auwälder, der Lauf der Twillbäke ist hier geschlängelt bis mäandrierend.

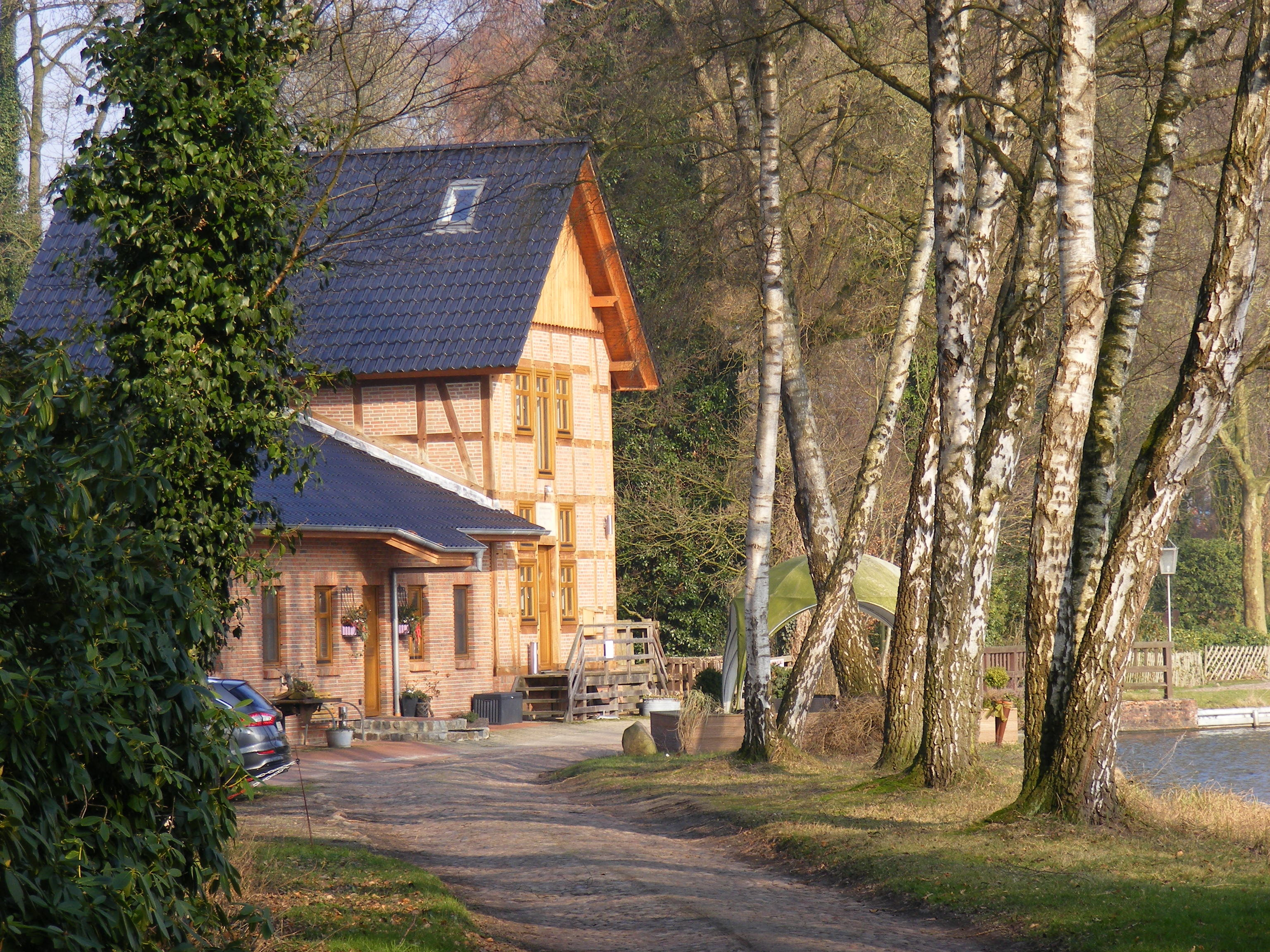
Die Hubertusmühle in Siedenbögen
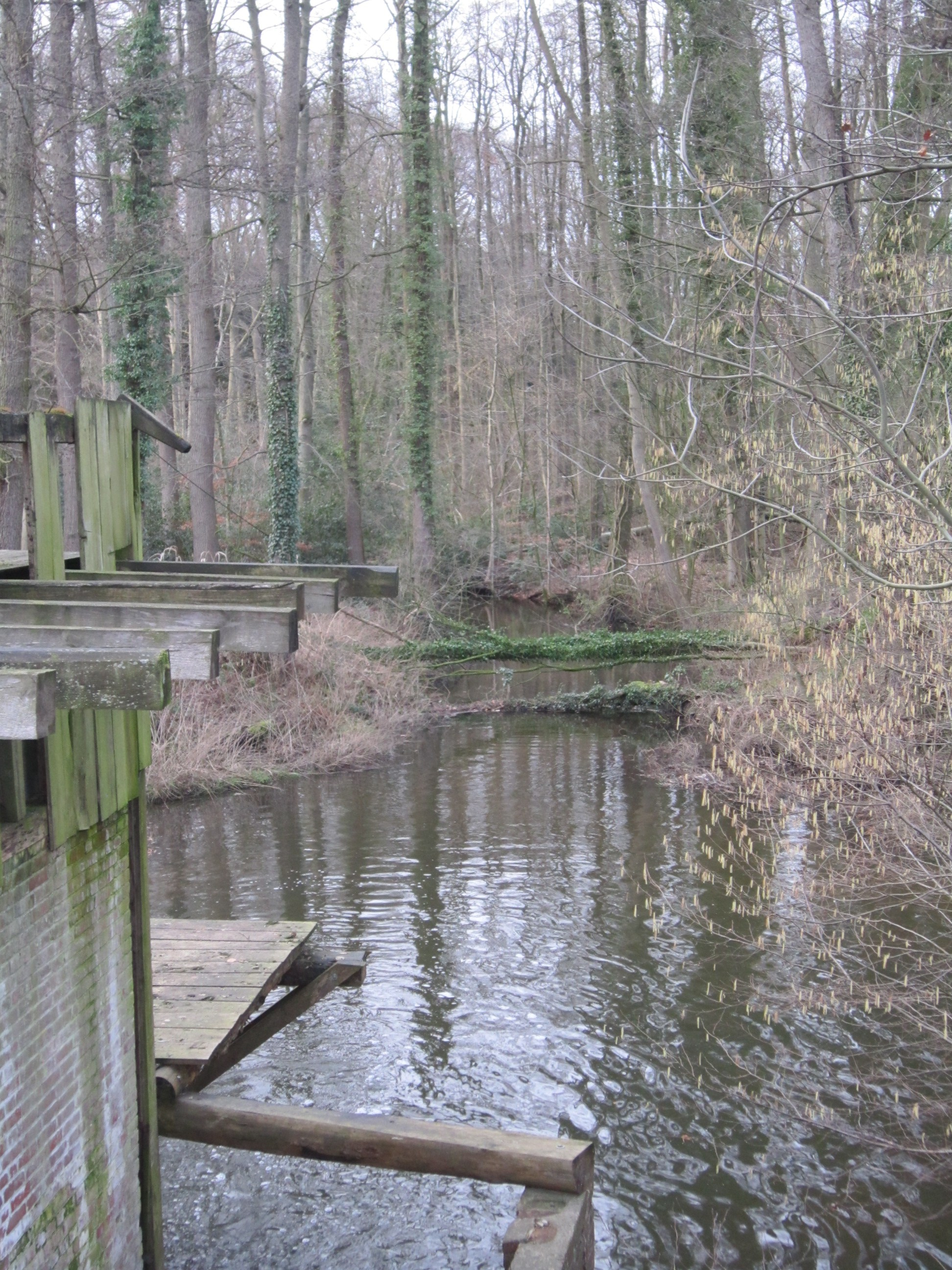
Die Twillbäke unterhalb der Hubertusmühle
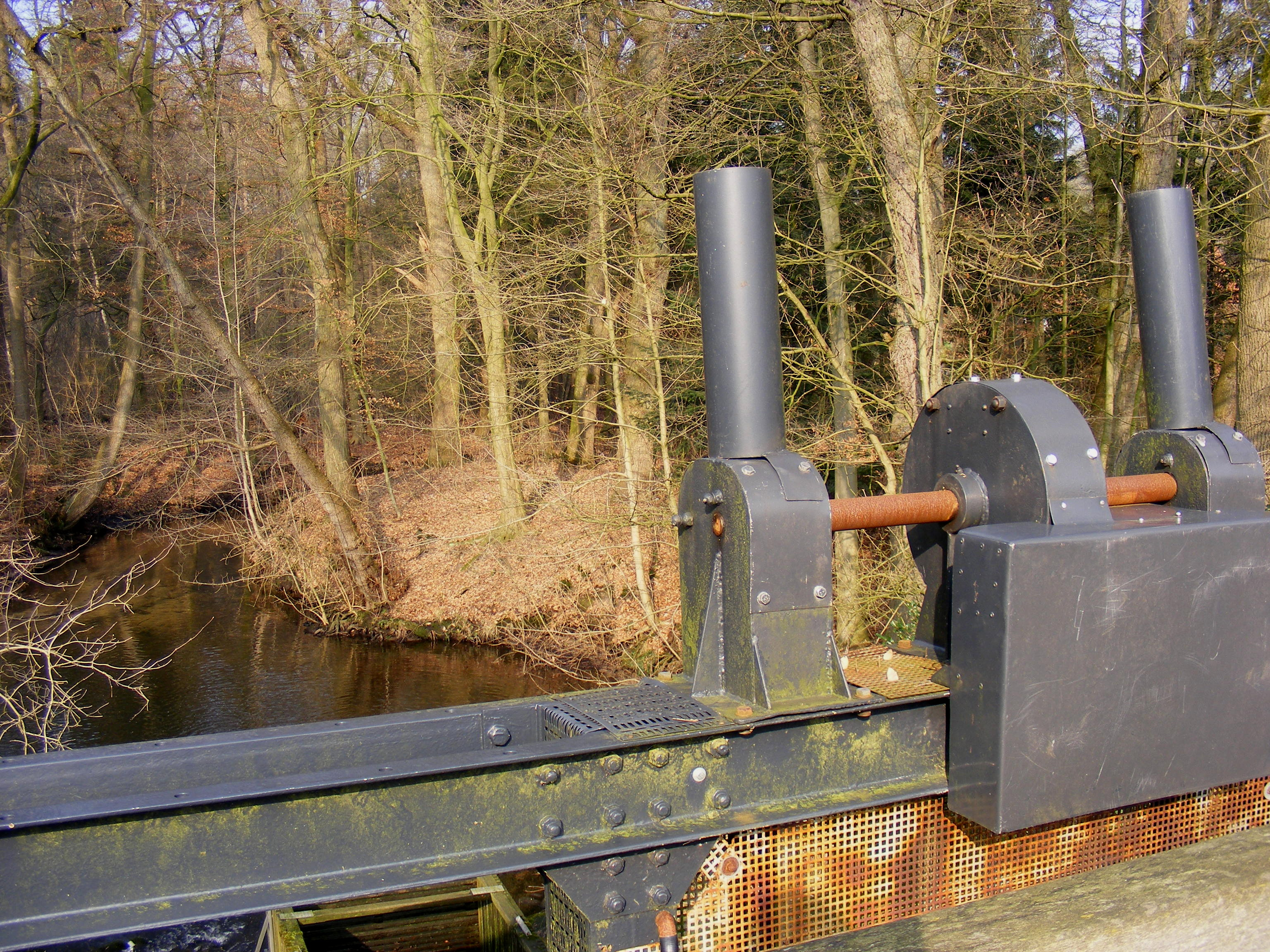
Stauwehr Bullmühle in Siedenbögen
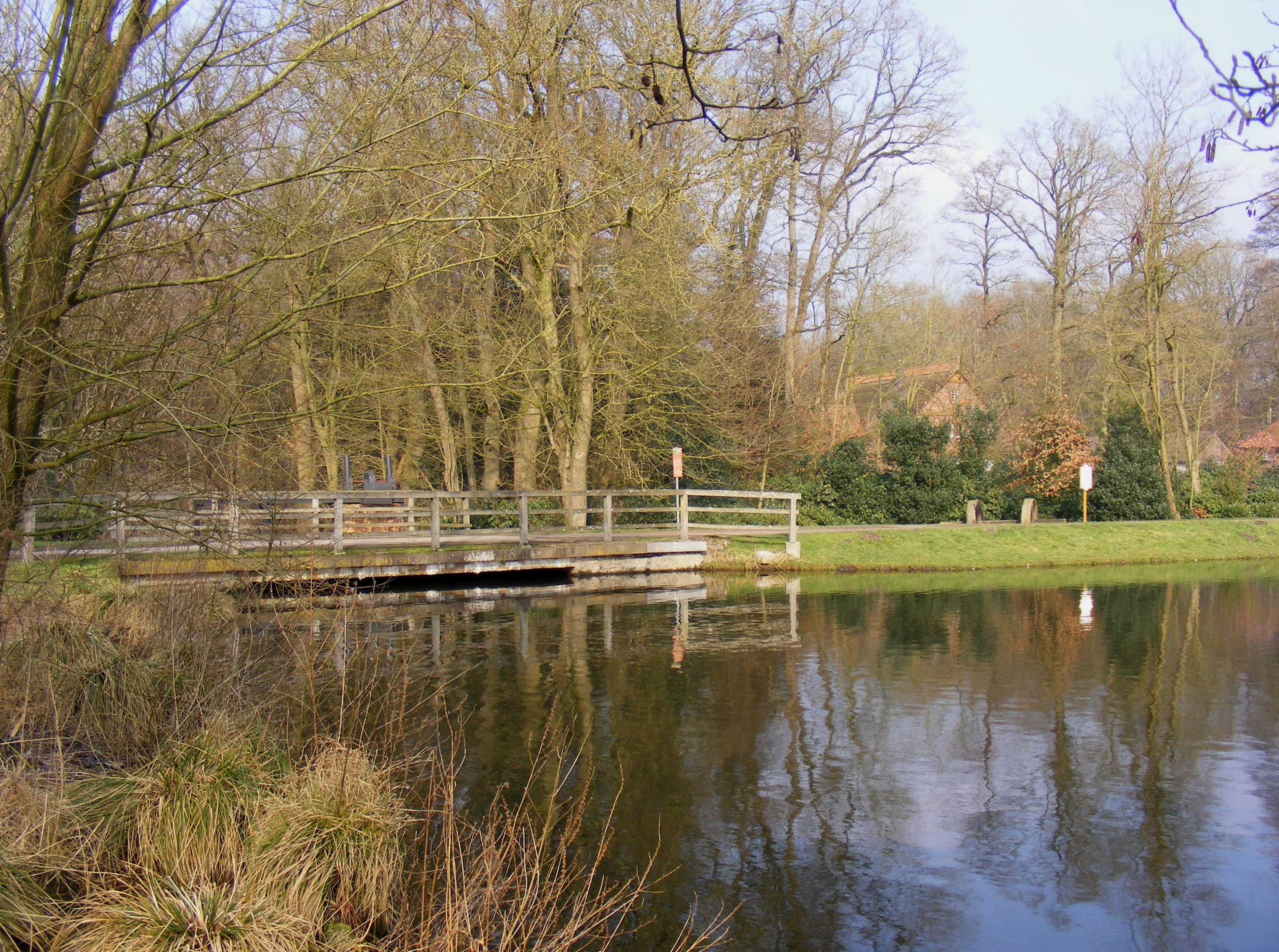
Brücke am Stauwehr Bullmühle
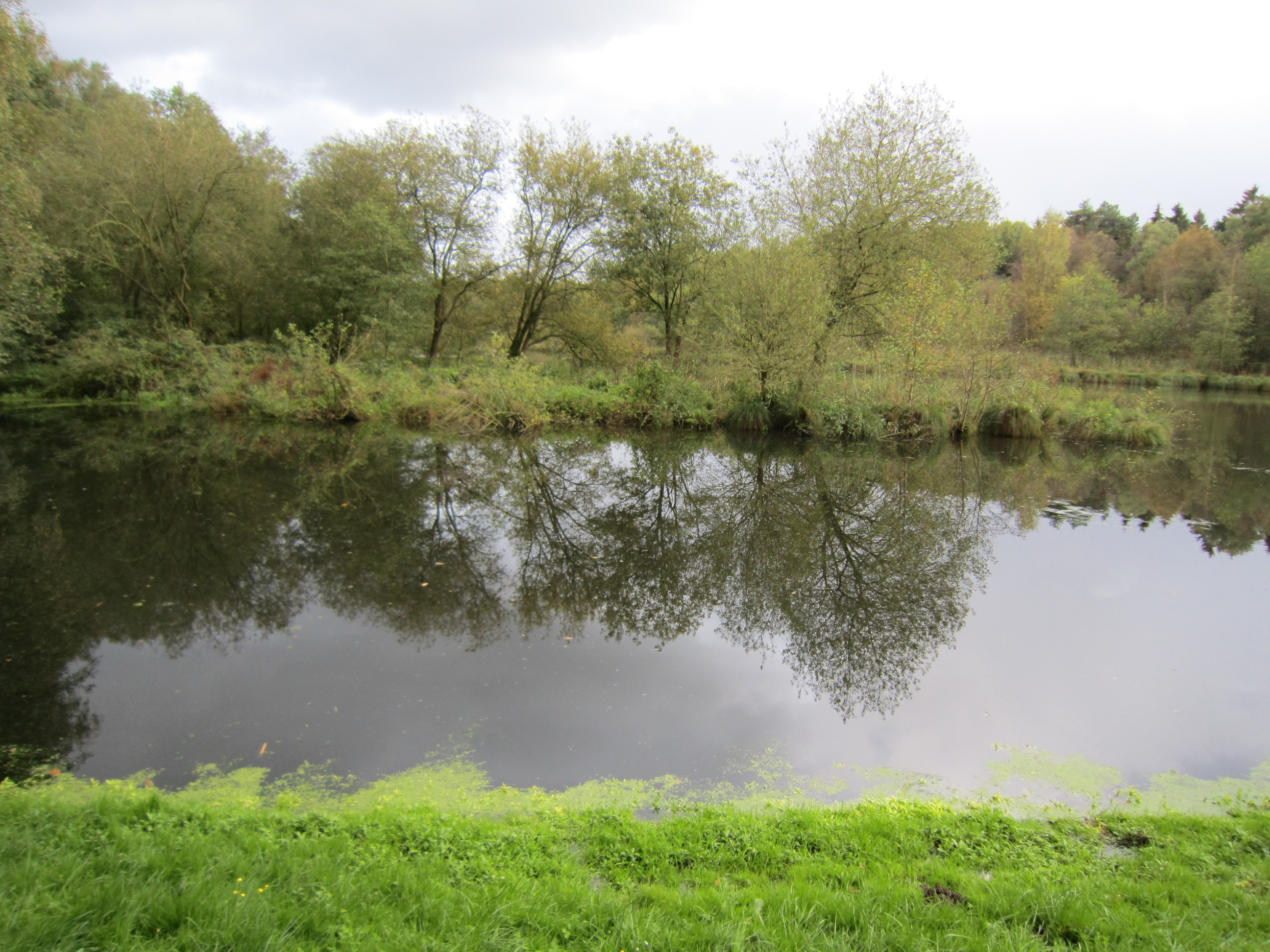
Mühlenteich bei der Bullmühle
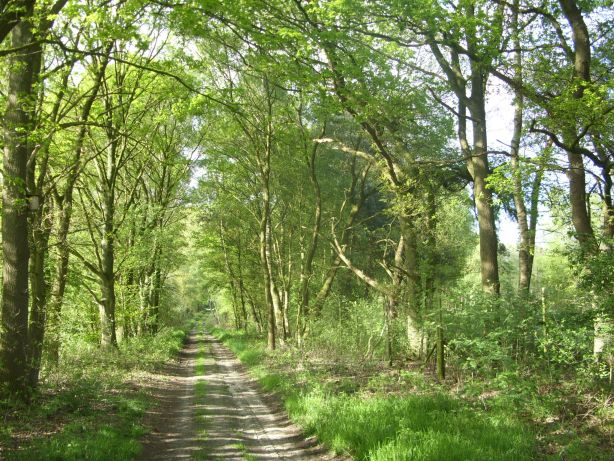
Auenlandschaft im Naturschutzgebiet